# Умбра
У́мбра — минеральный коричневый пигмент из глины, окрашенной о́кислами железа и марганца. По составу натуральная умбра близка к охре, от которой отличается высоким содержанием марганца — от 6 до 16 % в пересчёте на оксид марганца(IV). Название происходит от названия горного региона центральной Италии Умбрия, по другим версиям — от латинского слова umbra — тень. Умбру используют в качестве пигмента ещё с доисторических времён.

## История
Умбра была одним из первых пигментов, используемых человеком; он встречается вместе с сажей, красной и желтой охрой на наскальных рисунках периода неолита.
Тёмно-коричневые пигменты редко использовались в средневековом искусстве; художники того периода предпочитали яркие, отчётливые цвета, такие как красный, синий и зелёный. Умбра не использовалась широко в Европе до конца пятнадцатого века; художник и писатель эпохи Возрождения Джорджо Вазари (1511–1574) описал их как довольно новые для своего времени.
Великий век умбры пришёлся на период барокко, когда она часто использовалась создания тёмные оттенки в стиле кьяроскуро. Умбра часто использовалась в палитрах Караваджо (1571—1610) и Рембрандта (1606—1669). Рембрандт использовал его как важный элемент своих богатых и сложных коричневых оттенков, а также использовал другие её качества; она высыхала быстрее, чем другие коричневые цвета, поэтому он часто использовал её, чтобы работать быстрее, или смешивал с другими пигментами, чтобы ускорить процесс высыхания. Голландский художник Ян Вермеер использовал умбру в своих картинах для создания более тёплых теней на побеленных стенах.
Во второй половине 19 века импрессионисты восстали против использования умбры и других цветов земли. Камиль Писсарро осудил «старые тусклые цвета земли» и заявил, что исключил их из своей палитры. Импрессионисты решили сделать свои собственные коричневые цвета из смесей красного, желтого, зеленого, синего и других пигментов, особенно новых синтетических пигментов, таких как синий кобальт и изумрудно-зеленый, которые были только что введены в использование.
В XX веке естественные пигменты умбры начали заменяться пигментами, сделанными из синтетического оксида железа и оксида марганца.

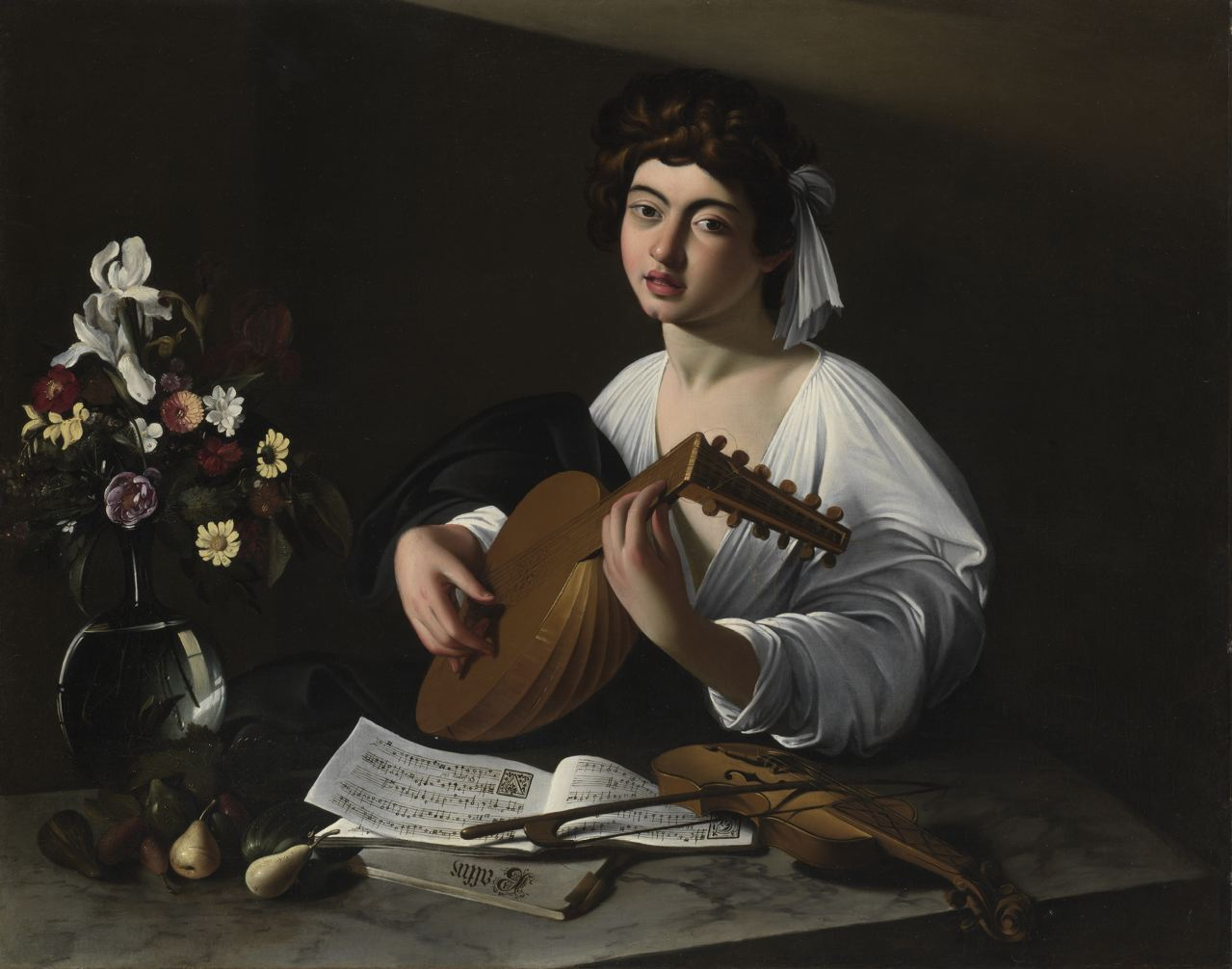
Итальянский художник эпохи барокко Караваджо использовал умбру для создания темноты в своем стиле кьяроскуро («свет-темнота»).
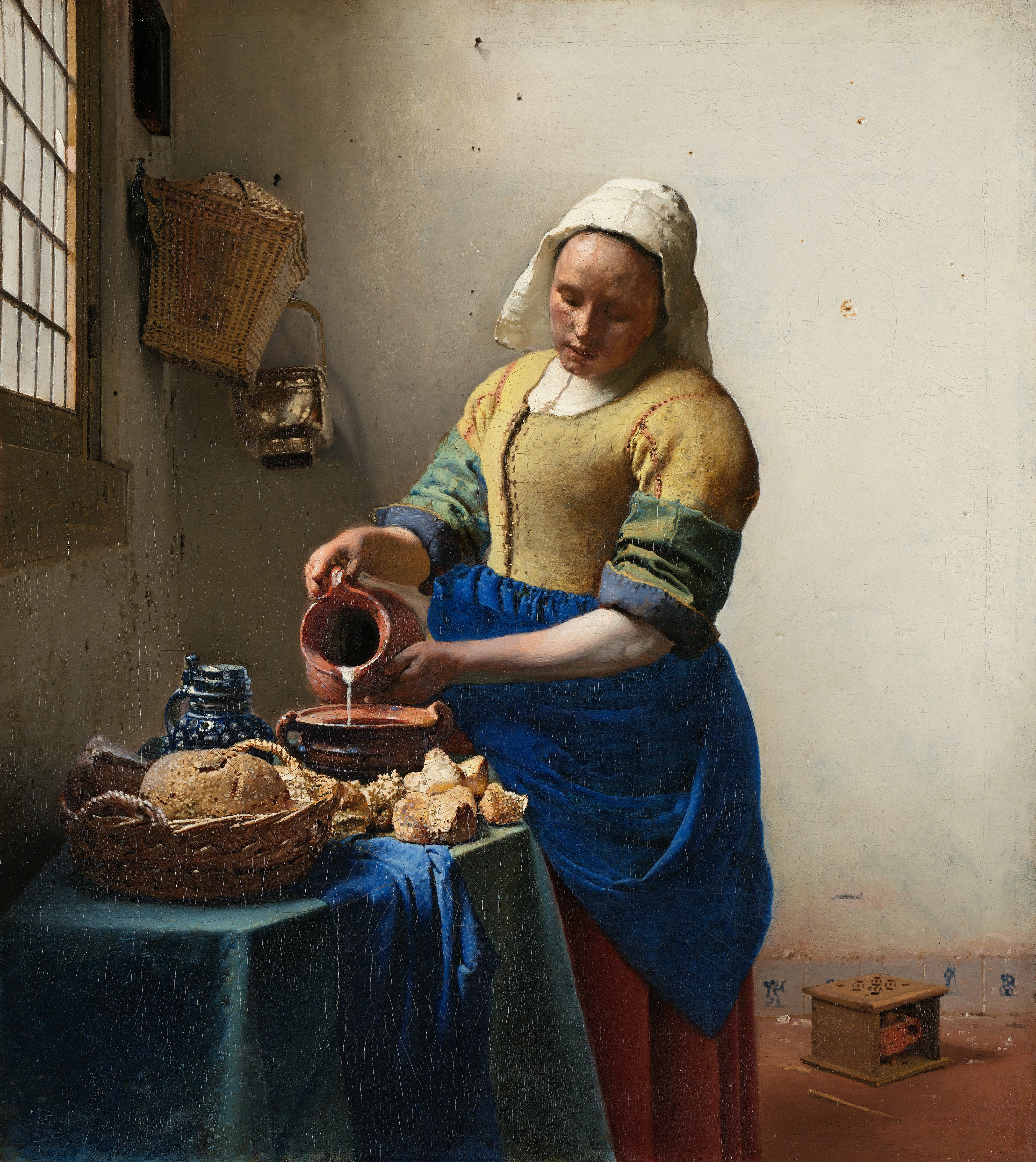
Молочница, Ян Вермеер (1650). Вермеер использовал умбру для теней на побеленных стенах.
Автопортрет Рембрандта ван Рейна (1659 г.). Рембрандт использовал умбру для создания своих богатых и сложных оттенков коричневого.

## Описание
Умбра устойчива к действию света и щелочей, при нагревании темнеет.
Химическая формула: {\displaystyle \mathrm {Fe_{2}O_{3}+MnO_{2}+''n''H_{2}O+SiO_{2}+Al_{2}O_{3}} .}

## Вариации
Умбры бывают различных цветов, в зависимости от содержания окиси железа и силиката.

### Умбра натуральная
Может иметь цвет от болотного до коричнево-серого. 
У разных производителей красок для живописи под названием «умбра натуральная», как правило, предлагаются разные оттенки. 

### Умбра жжёная
Жжёная умбра получается в результате прокаливания натуральной умбры при температуре 400—600 °C.
Впервые умбра жжёная упоминается как цветовой краситель в 1650 году.

### Другие
- Умбра тёмно-зелёная — смесь из зелёных минеральных пигментов (шпинели зелёной, хромоксида зелёного) и талька.
- Умбра коричневая
- Умбра красная
- Умбра светло-зелёная — натуральный земляной пигмент, красящие компоненты — гидраты железа с гидратами оксидов марганца и алюмосиликатами.